# Ambia tenella
Ambia tenella là một loài bướm đêm trong họ Crambidae.